# ژان-پل کوش
ژان-پل کوش (فرانسوی: Jean-Paul Coche‎؛ زادهٔ ۲۵ ژوئیهٔ ۱۹۴۷) جودوکار اهل فرانسه است.